# 11:14
11:14 (11:14 - Destino fatal en España y 11:14 - Hora de morir en Hispanoamérica) es una película de 2003 acerca de una serie de acontecimientos interrelacionados que conducen a la misma hora, 11:14 p. m.

## Argumento
La película incluye varias historias interconectadas que convergen a las 11:14 p. m.. Las conexiones entre los hechos no son evidentes al principio, pero son gradualmente reveladas por una serie de flashbacks de retroceso progresivo:
1. Jack (Henry Thomas), quien ha estado bebiendo, conduce por la carretera mientras habla por teléfono con su novia, con quien planea irse a vivir juntos a otra ciudad ahora que ella ha obtenido el dinero necesario. Exactamente a las 11:14 p. m., mientras pasa bajo de un puente, algo cae sobre el parabrisas haciéndolo derrapar. Tras detenerse junto una señal de cruce de venados, descubre un cuerpo con el rostro desfigurado. Cuando otro coche se acerca, esconde el cadáver y Norma (Barbara Hershey), la conductora, asume que un venado saltó contra el coche, por lo que se ofrece para llamar a la policía ya que es amiga del jefe de policía. Norma le dice a Jack que espere a la policía en su casa, pero se niega. Cuando ella se marcha, Jack esconde el cuerpo en el maletero poco antes que un agente de policía lo encuentre. Jack decide continuar usando la excusa del ciervo mientras el oficial Hannagan (Clark Gregg) lo somete a una prueba de alcoholismo que logra pasar, pero al comprobar que su licencia ha sido retirada por conducir ebrio, arresta a Jack y al confiscar su coche descubre que el cuerpo en el maletero es humano. Hannagan esposa a Jack con una brida y lo coloca en la parte posterior de la patrulla junto a Duffy (Shawn Hatosy) y Buzzy (Hilary Swank), a quienes arrestó poco antes. Jack logra escapar, por lo que Hannagan lo persigue, dando la oportunidad a Duffy y Buzzy para huir también. Jack corre hasta una casa que resulta ser de Norma, quien acaba de enterarse de que su hija, Cheri (Rachael Leigh Cook), fue asesinada en un accidente de tráfico, lo que la hace suponer que Jack es el culpable y lo  agrede. Hannagan alcanza a Jack y lo recaptura en el momento que éste comprende que él no mató a Cheri ya que el cuerpo del puente era un varón.
2. Los adolescentes Tim (Stark Sands), Mark (Colin Hanks) y Eddie (Ben Foster) deciden salir a divertirse causando problemas, lanzando objetos desde las ventanas de la camioneta de Mark, incluyendo un libro en llamas. A las 11:14 p. m. Mark, distraído porque Eddie esta orinando por la ventana de la furgoneta, golpea y mata a Cheri mientras cruza la calle, debiendo huir cuando Duffy los ve y comienza a dispararles. Tras ponerse a salvo, Tim descubre que el golpe del accidente causó que la ventana se cerrara, cortando el pene de Eddie. Tim insiste en que Mark pare, para volver a buscarlo pero a este solo le interesa huir y ponerse a salvo por lo que Tim se baja para recuperar el miembro y llevar a su amigo a urgencias. Tim es descubierto por los paramédicos, Leon (Jason Segel) y Kevin (Rick Gomez) en la escena, pero consigue escapar y llevarse el miembro antes que sea confiscado como evidencia. Al reunirse nuevamente con sus compañeros, Mark inventa una coartada que lo exculparía del atropello, pero Eddie, molesto porque Mark es el causante de su desgracia, amenaza con declarar que conducía sin poner atención, por esto Mark amenaza que si no aceptan declarar a su favor dejará que muera desangrado en el lugar, ante esto, Eddie y Tim se ven obligados a aceptar.
3. Frank ve a su hija Cheri salir de casa por la noche en actitud sospechosa, posteriormente saca a pasear a su perro y encuentra las llaves del coche de su hija en el cementerio junto al cadáver de Aaron (Blake Heron) que tiene el rostro destrozado y los pantalones abajo, deduciendo que su hija lo asesinó defendiéndose de una violación. Temiendo que esto arruine el futuro de Cheri, Frank carga el cuerpo en el maletero del coche de Aaron, pero accidentalmente deja las llaves en el cuerpo, por lo que debe romper una ventana para conducir hasta un puente que pasa sobre la carretera. Tras esconderse de Duffy, que pasa por el lugar, arroja el cuerpo desde el puente, que aterriza sobre el auto de Jack. Su perro se escapa con su camisa empapada de sangre, por lo que lo persigue y finalmente atrapa. Él ve el libro quemándose que los adolescentes arrojaron y lo utiliza para prender fuego a la camisa para eliminar la evidencia. Norma, su esposa, lo encuentra de camino y lo envía a recoger el venado que Jack supuestamente ha golpeado.
4. Buzzy está trabajando en una tienda de conveniencia por la noche. Su amigo y compañero de trabajo Duffy llega y revela que su novia Cheri está embarazada y necesita dinero para un aborto. Mark y Eddie llegan después de que el almacén ha cerrado para comprar los elementos que lanzarán por las ventanas de la camioneta, pero Duffy los deja entrar. Al quedar solos, Duffy le dice a Buzzy que planea robar 500 dólares de la tienda. Cheri llega y con Duffy van a la nevera. Mientras Buzzy se pone a jugar con el revólver con que Duffy planea robar la tienda y accidentalmente dispara una bala, fallando por poco a Duffy y Cheri. Cheri se va y Duffy le pide a Buzzy que le permita robar el dinero. Buzzy se opone, temerosa de perder su trabajo, pero cede ante la idea de recibir una parte, aunque insiste en que Duffy le dispare en el brazo para que parezca auténtico. Duffy le dispara y marca 9-1-1 para ella, yéndose de inmediato. Duffy busca sus llaves, apenas escapa de la policía, que llega más rápido de lo esperado. Mientras conduce, pasa cerca del coche de Aarón cuando Frank intenta deshacerse del cuerpo de Aaron. Duffy ve a Cheri y le hace señas para que cruce la calle hasta donde él está. Cuando sale de su coche, es testigo de como Mark la atropella por lo que dispara a los adolescentes haciendo que escapen. Entonces es detenido por el oficial Hannagan por disparar a la camioneta y robar la tienda, basado en una denuncia anónima. Buzzy es arrestada como cómplice cuando se niega a identificar a Duffy.
5. Cheri está en su dormitorio conversando por teléfono con su mejor amiga explicando ha engañado a sus dos novios, Duffy y Aaron, haciéndoles creer a ambos que la han embarazado para que paguen por su aborto y quedarse con el dinero. Tras esto sale de su casa para cobrar el dinero de Aaron en el cementerio, ocasión que él aprovecha para pedirle tener sexo. Mientras lo hacen sobre una de las tumbas se desprende la cabeza de una estatua que la adorna y mata a Aaron aplastando su cabeza. Cheri huye de la escena, dejando caer el conjunto de llaves que Frank encuentra en la escena anterior, paralelamente llama a su amiga fingiendo que Duffy descubrió su relación con Aaron y ha enloquecido, creando así un motivo. Posteriormente toma el auto de su padre y va a la tienda de conveniencia para conseguir la bola de boliche de Duffy, planeando usarla para sustituir la cabeza del ángel e inculparlo. Cuando se aleja de la tienda oye el plan de Duffy y llama de forma anónima a la policía delatándolo. Cuando Cheri llega de vuelta al cementerio descubre que el cadáver ha desaparecido y su auto no arranca. Su teléfono celular suena y comienza a hablar con Jack; esta es la conversación telefónica con la que la película comienza, revelando que él es su novio genuino y su embarazo era una estafa para conseguir dinero a costa de Duffy y Aaron para irse juntos de la ciudad. En medio de la llamada, Duffy le habla desde el otro lado de la calle para entregarle el dinero por lo que cruza y, distraída, se detiene en medio de la calle a contestar el teléfono, siendo golpeada por la furgoneta de Mark. La cámara toma una vista panorámica del teléfono celular de Cheri, que señala que son las 11:14 p. m.

## Reparto
| Actor              | Personaje        |
| ------------------ | ---------------- |
| Henry Thomas       | Jack             |
| Barbara Hershey    | Norma            |
| Clark Gregg        | Oficial Hannagan |
| Shawn Hatosy       | Duffy            |
| Hilary Swank       | Buzzy            |
| Patrick Swayze     | Frank            |
| Rachael Leigh Cook | Cheri            |
| Stark Sands        | Tim              |
| Colin Hanks        | Mark             |
| Ben Foster         | Eddie            |
| Jason Segel        | Leon             |
| Rick Gomez         | Kevin            |
| Blake Heron        | Aaron            |

## Recepción crítica
- 11:14 ha recibido un 92% en Rotten Tomatoes, basado en 12 comentarios de expertos en el área, y un 76% por parte de la audiencia.[2]